# Surveiller les tortues
 (juillet 2025).
Pour plus de détails, voir Fiche technique et Distribution.
Surveiller les tortues est un court métrage belge réalisé par Inès Rabadán, sorti en 1999.

## Distribution
- Brigitte Dedry : Esther, un ouvrière licenciée qui accepte de garder les tortues d'un couple aisé
- Arno : André, un ouvrier licencié qui l'épaule
- John Dobrynine : Carl, la propriétaire de la villa
- Stéphane Excoffier : Patricia, sa femme, la propriétaire de la villa
- Hans Eriksen : le patron de l'usine de surgélation de poisson
- Sylviane Rambaux : la belle-mère

## Festival et prix
- 21e Festival international du court-métrage de Clermont-Ferrand (France). 29 janvier 1998 - 6 février 1999 Prix de la jeunesse (compétition internationale).
- Festival du court métrage en plein air de Grenoble (France) . 6-10 juillet 1999 - Prix de la presse.
- Chicago International Film Festival (USA) . 6-21 octobre 1999 - Silver Hugo - Short films competition award.
- 14e Festival du court métrage de Brest (France) . 15-21 novembre 1999- Prix Arte.
- 16e Festival de cinéma d'ici et d'ailleurs de Ste Livrade (France). 24 novembre-1er décembre 1999. Prix du Jeune Public.
- 8e Festival du film de Vendôme-Images en région (France). 3-10 décembre 1999. Prix de la mise en scène